# Werner Becker (Theologe)
Werner Becker CO (* 17. Mai 1904 in Mönchengladbach; † 1. Juni 1981 in Leipzig) war ein deutscher Jurist und römisch-katholischer Theologe, Oratorianer und Newmanforscher.

## Leben
Werner Becker, der eine wichtige Rolle für die zweite Phase der deutschen Newmanrezeption nach dem Zweiten Weltkrieg spielte, kam aus dem Umfeld Romano Guardinis. Er studierte ab 1922 Jura in Freiburg, Berlin und Bonn und wurde 1925 bei Carl Schmitt mit einer Dissertation über die „Staatslehre des Thomas Hobbes“ promoviert. Anschließend studierte er Theologie in Tübingen; zu seinen Lehrern gehörten Karl Adam und Paul Simon. Nach weiteren theologischen Studien in Paris, wo ihn Marc Sangnier beeindruckte und prägte, Bonn und Bensberg wurde er 1932 in Aachen zum Priester geweiht. Er war Mitglied des Oratoriums des hl. Philipp Neri in Leipzig. Von 1933 bis 1938 war er Studentenpfarrer in Marburg, von 1939 bis 1943 in Leipzig. In dieser Zeit konnte er mit den Oratorianern verfolgte Juden retten. Somit zählt Becker zum sogenannten Rettungswiderstand. In den letzten Kriegsmonaten war er Sanitäter in der Wehrmacht. Nach dem Ende des Krieges und des „Dritten Reiches“ war er erneut bis 1961 Hochschulseelsorger in Leipzig, danach dort von 1966 bis 1976 Leiter der Ökumenischen Arbeitsstelle. Als Newmanforscher und als Mitbegründer der Deutschen Newman-Gesellschaft (zusammen mit Heinrich Fries) erwarb er sich bleibende Verdienste.

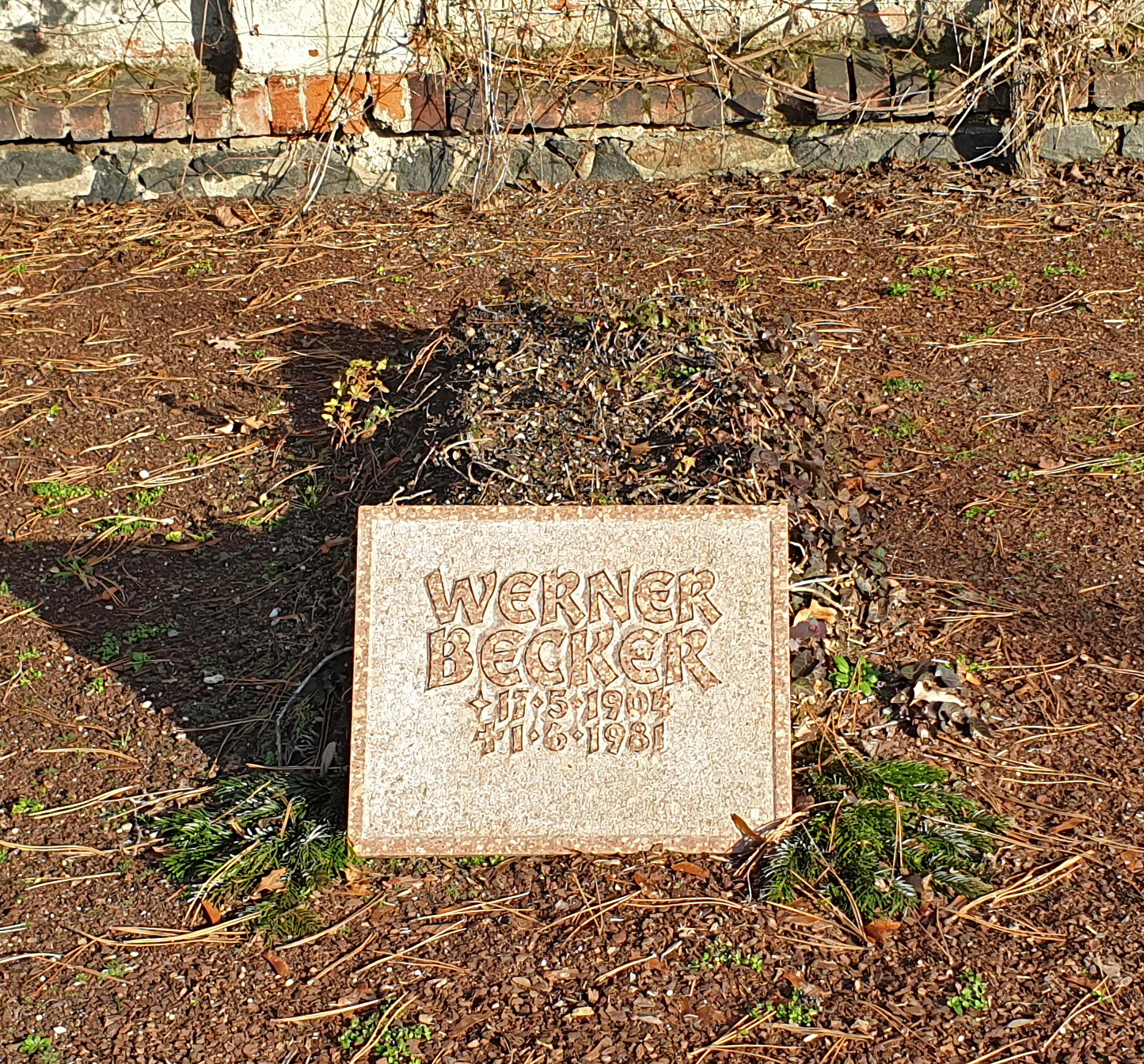
Grabstätte Werner Becker

## Schriften (Auswahl)
- Die Erklärung über das Verhältnis der Kirche zu den nichtchristlichen Religionen. In: Catholica. Vierteljahresschrift für ökumenische Theologie, Jg. 20 (1966), S. 108–135.
- Briefe an Carl Schmitt, hrsg. von Piet Tommissen. Duncker & Humblot, Berlin 1998. ISBN 3-428-09200-7.

## Bibliographie
- Wolfgang Trilling, Maria Marschner: Veröffentlichungen von Werner Becker, Leipzig. Eine Auswahl. In: Catholica, Jg. 28 (1974), S. 163–168.
- Wolfgang Trilling: Bibliographie Werner Becker, Leipzig. Ergänzung der 1974 (Catholica, 28. Jg., S. 163–168) veröffentlichten Auswahl seiner Schriften. In: Catholica, Jg. 35 (1981), S. 321–325.